# Boccaccio (film 1936)
Boccaccio (Boccaccio – Liebesgeschichte von Boccaccio) è un film musicale del 1936 diretto da Herbert Maisch. Il film, di produzione tedesca, non fu mai distribuito in Italia.

## Trama
Ferrara, corte del duca Cesare d'Este, fine del XVI secolo. Petruccio è alle dipendenze della corte e nel contempo scrive novelle a sfondo erotico firmandosi "Boccaccio", in ricordo del Decameron boccaccesco. Le novelle si ispirano a storie d'amore realmente accadute nella città estense. Una notte uno sconosciuto trovatore, affiancato da un musicista, fa una serenata a Bianca, la bella moglie del tipografo Calandrino, perché invaghito di lei. La donna, compiaciuta, gli rivolge un eloquente sorriso e gli getta una corda affinché la raggiunga sul balcone. Il gaudente trovatore altri non è che il duca Cesare, il quale riesce a dileguarsi prima di essere scoperto, ma nella fuga perde il suo elegante copricapo bianco. Il mattino seguente Calandrino, sentendosi umiliato, si reca al tribunale della città portando con sé il cappello dello sconosciuto corteggiatore e chiedendo per lui una condanna esemplare. Alla seduta del tribunale viene però deriso dai giudici e il duca, che è presente, fa sì che il giudice capo archivi la scabrosa questione il più presto possibile. Calandrino, per vendicarsi dell'insabbiamento della causa, decide allora di dare alle stampe l'imbarazzante vicenda che lo riguarda, firmandola come Boccaccio.
Tutta la città ride leggendo la piccante storia, ma Cesare, la cui moglie è contrariata avendo scoperto le sue imprese notturne, esige soddisfazione. Il duca, intanto, nomina Petruccio a capo della segreteria della sua corte ma  Calandrino viene messo in catene e, prima che possa spifferare qualcosa in preda alla paura di essere torturato, Petruccio gli suggerisce di inventare velocemente una descrizione del misterioso Boccaccio. In tal modo, riesce a far condannare a morte in contumacia il trovatore dal mantello bianco e dal prezioso copricapo. Comincia così la caccia allo sconosciuto, che diventa figura ammirata e nel contempo amata dalle ferraresi più libertine, ma odiata dai padri e dai mariti gelosi. Il temerario appare improvvisamente in città: in realtà è lo stesso duca Cesare, che approfittando della morbosa curiosità di tutte le donne, indossa una maschera e si traveste con il mantello bianco, corteggiando l'affascinante Fiametta, moglie di Petruccio.
A una festa in maschera, organizzata dal duca nella sua dimora ferrarese, Fiametta viene attirata da lui in un padiglione allo scopo di avere un incontro galante, ma la donna vede all'improvviso sia il mantello bianco del suo corteggiatore, sia il riflesso nel buio di un altro cavaliere dall'identico mantello. Ma chi è allora il vero Boccaccio? Gli armigeri, guidati dal pingue Bartolomeo, irrompono sulla scena, accompagnati dagli altri ospiti sconcertati. Petruccio e la duchessa Francesca obbligano il duca a smascherarsi. Questi si vede costretto dalle circostanze a sorridere e a perdonare il vero Boccaccio, coraggioso scrittore. Tutta Ferrara festeggia Petruccio, che però promette al duca di non pubblicare più le sue licenziose novelle.

## Produzione
Il film si svolge alla corte di Cesare d'Este, che fu duca di Ferrara per pochi mesi tra il 1597 e il 1598, non venendo però mai riconosciuto dal pontefice Clemente VIII che gli fece subire la devoluzione di Ferrara allo Stato Pontificio. La vicenda storica comunque interessava poco al regista che volle ambientare Boccaccio in un'epoca non ben definita, in una Ferrara completamente ricostruita negli studi di Neubabelsberg di Berlino, con particolari architettonici di pura fantasia disegnati dal celebre scenografo Otto Hunte, già collaboratore di Fritz Lang. Il film, in accordo con lo stereotipo tedesco del Rinascimento italiano, mescola architetture neogotiche, arredi neoclassici e costumi ispirati alla pittura di almeno tre secoli, statue animate (la Giustizia che strizza l'occhio allo spettatore) e numeri di ballo più hollywoodiani che rinascimentali.
Il film, prodotto dall'UFA, celebre casa di produzione di regime, fu girato fra febbraio e aprile 1936 e presentato nell'estate dello stesso anno sugli schermi tedeschi. In seguito fu distribuito in tutta Europa, negli Stati Uniti (1937) e in Giappone (1939). In Italia il film non fu mai proiettato, ma nel 1940 fu realizzata una versione dal titolo omonimo ambientata a Firenze e ispirata all'operetta di Franz von Suppé e diretta da Marcello Albani.
Il film di Maisch invece ebbe musiche originali, composte da Franz Doelle su testi di Charles Amberg. Le canzoni più importanti sono Bella Fiametta, Alles, alles tu’ ich aus Liebe e Strahlende Sonne. 